# گوشتروو (ناحیه)
گوشتروو (به آلمانی: Landkreis Güstrow) یک ناحیه در آلمان است که در مکلنبورگ-فورپومرن واقع شده‌است. گوشتروو ۹۸٬۹۹۲ نفر جمعیت دارد.